# Маундвил (Мисури)
Маундвил (енгл. Moundville) град је у америчкој савезној држави Мисури.

## Демографија
По попису из 2010. године број становника је 124, што је 21 (20,4%) становника више него 2000. године.
| Група             | 2000.       | 2010.       |
| Белци             | 101 (98,1%) | 121 (97,6%) |
| Афроамериканци    | 0 (0,0%)    | 0 (0,0%)    |
| Азијати           | 0 (0,0%)    | 0 (0,0%)    |
| Хиспаноамериканци | 0 (0,0%)    | 3 (2,4%)    |
| Укупно            | 103         | 124         |